# Митъярд, Ральф Юджин
Ральф Юджин Митъярд (англ. Ralph Eugene Meatyard, 15 мая 1925, Нормал, Иллинойс — 7 мая 1972, Лексингтон, Кентукки) — американский фотохудожник.

## Биография
Закончил в Иллинойсе Университет Уэсли (1950). По профессии — оптик. Начал фотографировать с единственной простой целью — запечатлеть своего новорожденного сына. Затем примкнул к местному клубу фотолюбителей, сблизился с писателями Томасом Мёртоном, Гаем Давенпортом — дружеским кругом, поддержавшим его увлечения фотографией, как и семья, которых он, собственно, только и снимал, режиссируя для них сложные мизансцены, используя маски хэллоуина и др.

## Творчество
Фотоискусство Митъярда порывает с неписаными канонами любительского фото, равно как и с большинством принятых в ту пору конвенций профессиональной фотографии. Она разрабатывает близкую сюрреализму проблематику странного как не просто непривычного, но и неуютного (того, что Фрейд назвал термином нем. Unheimlich). На его снимках ближайшие родные и друзья в обиходной обстановке американской глубинки становятся исполнителями загадочных обрядов и, в конечном счете, призрачными фигурами неведомого. В этом плане Митъярда сопоставляют с такими глубоко американскими художниками, как Эдгар По, Амброз Бирс, Уильям Фолкнер. Он повлиял на творчество таких фотомастеров, как Диана Арбюс, Франческа Вудмен, Синди Шерман.